# Ристо Пејатовић
Ристо Пејатовић (Пљевља, 4. септембар 1877 — Београд, 20. децембар 1905) био је први академски школовани вајар и сликар са територије данашње Црне Горе. Био је добитник престижних награда у Чешкој и Србији, сарадник бројних часописа, педагог и културни посленик.

## Биографија
Рођен је у породици чиновника Јока Пејатовића и Ане из трговачке породице Ђенисијевић. Основну школу завршио је у Пљевљима 1890. године, а нижу гимназију и Богословско-учитељску школу у Београду 1898. године, као стипендиста српске владе.
Са братом Танасијем и Стеваном Самарџићем уређивао је рукописни сатирични лист *Типар*, који је и илустровао.
Радио је као учитељ у Новом Пазару, где је био и школски ревизор. Са братом је сакупљао етнолошко-антрополошку грађу и материјал за Српски речник. Залагањем Бранислава Нушића добија државну стипендију за студије у Прагу, где од 1900. до 1905. студира педагогију, сликарство и вајарство, уз курсеве виолине и клавира.
Завршава студије вајарства с одличним успехом и добија Главну државну награду Чешке за вајарство за дело Борац на умору (Umirući junak). Године 1904. добија и Прву државну награду владе Србије за скулптуру Карађорђе, поводом стогодишњице Првог српског устанка.
У Прагу је сарађивао са више чешких листова, држао предавања у Прашком учитељском друштву и дружио се са значајним уметницима тог доба као што су Влахо Буковац, Марко Рачки и Иван Мештровић. Похађао је курс клесања у мермеру на Академији у Венецији.
Излагао је у Београду, Загребу, Сарајеву и Софији. Поред скулптура, стварао је и уљане слике и цртеже — међу њима Портрет старца и бројне пејзаже, од којих се неки чувају у Завичајном музеју у Пљевљима.

## Наслеђе
Године 1994. у оквиру манифестације „Вуко Безаревић” у Пљевљима установљена је награда за карикатуру која носи његово име. У Завичајном музеју у Пљевљима формирана је стална поставка „Заоставштина породице Пејатовић”.
Године 2023. у Пљевљима је осликан велики мурал у његову част, димензија 15x12 m, на иницијативу НВО „Ластавица”. Аутор идејног решења био је Александар Остојић, а мурал су извели Александра Аранитовић и Вукашин Тањевић. Уметничко решење приказује Риста као зрелог уметника, у замишљеном положају, симболишући његову стваралачку инспирацију.